# LNAH 2011/12
Die Saison 2011/12 war die 16. reguläre Saison der Ligue Nord-Américaine de Hockey (bis 2003 Ligue de hockey semi-professionnelle de Québec; bis 2004 Ligue de hockey senior majeur du Québec). Die sieben Teams absolvierten in der regulären Saison je 42 Begegnungen.
Nach der regulären Saison führten die Marquis de Saguenay die Tabelle an. In den Playoffs setzte sich aber schließlich Isothermic de Thetford Mines gegen den Wild de Windsor durch und gewann zum ersten Mal in seiner Vereinsgeschichte die Coupe Canam.

## Teamänderungen
Folgende Änderungen wurden vor Beginn der Saison vorgenommen:
- Die Saint-François de Sherbrooke wurden nach Windsor, Québec, umgesiedelt und änderten ihren Namen in Wild de Windsor
- Die GCI de Sorel-Tracy änderten ihren Namen in HC Carvena de Sorel-Tracy

## Teilnehmer
| Name                           | Standort                | Stadion                       | Ligazugehörigkeit seit | Hauptsponsor                                |
| 3L de Rivière-du-Loup          | Rivière-du-Loup, Québec | Centre Premier Tech           | 2008                   |                                             |
| Marquis de Saguenay            | Saguenay, Québec        | Palais des Sports de Saguenay | 2008                   |                                             |
| Cool FM 103,5 de Saint-Georges | Saint-Georges, Québec   | Centre Lacroix-Dutil          | 1998                   | COOL FM 103,5 (Radiosender)                 |
| Wild de Windsor                | Windsor, Québec         | Centre J.A. Lemay             | 2011                   |                                             |
| HC Carvena de Sorel-Tracy      | Sorel-Tracy, Québec     | Colisée Cardin                | 2010                   | Entreprises Carvena (Reinigungsunternehmen) |
| Isothermic de Thetford Mines   | Thetford Mines, Québec  | Centre Mario-Gosselin         | 2007                   | Isothermic (Türen- und Fensterhersteller)   |
| Caron & Guay de Trois-Rivières | Trois-Rivières, Québec  | Colisée de Trois-Rivières     | 2004                   | Caron & Guay (Türen- und Fensterhersteller) |

## Reguläre Saison

### Abschlusstabelle
Abkürzungen: GP = Spiele, W = Siege, L = Niederlagen, T = Unentschieden, OTL = Niederlage nach Overtime, GF = Erzielte Tore, GA = Gegentore, Pts = Punkte
|                                | GP | W  | L  | OTL | SOL | GF  | GA  | Pts |
| ------------------------------ | -- | -- | -- | --- | --- | --- | --- | --- |
| Marquis de Saguenay            | 42 | 29 | 16 | 2   | 1   | 216 | 195 | 61  |
| Caron & Guay de Trois-Rivières | 42 | 24 | 18 | 4   | 2   | 178 | 176 | 54  |
| Isothermic de Thetford Mines   | 42 | 25 | 20 | 0   | 3   | 200 | 177 | 53  |
| Wild de Windsor                | 42 | 25 | 20 | 1   | 2   | 207 | 201 | 53  |
| Cool FM 103,5 de Saint-Georges | 42 | 22 | 18 | 1   | 7   | 191 | 185 | 52  |
| HC Carvena de Sorel-Tracy      | 42 | 22 | 24 | 0   | 2   | 197 | 215 | 46  |
| 3L de Rivière-du-Loup          | 42 | 21 | 24 | 3   | 0   | 179 | 219 | 45  |

## Coupe Canam-Playoffs
|  | Halbfinale | Halbfinale                     | Halbfinale |  |  | Finale | Finale                       | Finale |
|  |            |                                |            |  |  |        |                              |        |
|  |            |                                |            |  |  |        |                              |        |
|  | 1          | Marquis de Saguenay            | 2          |  |  |        |                              |        |
|  | 4          | Wild de Windsor                | 4          |  |  |        |                              |        |
|  |            |                                |            |  |  | 3      | Isothermic de Thetford Mines | 4      |
|  |            |                                |            |  |  | 4      | Wild de Windsor              | 2      |
|  | 2          | Caron & Guay de Trois-Rivières | 2          |  |  |        |                              |        |
|  | 3          | Isothermic de Thetford Mines   | 4          |  |  |        |                              |        |
|  |            |                                |            |  |  |        |                              |        |

## Vergebene Trophäen
| Auszeichnung                                                              | Spieler                      | Team                           |
| ------------------------------------------------------------------------- | ---------------------------- | ------------------------------ |
| Trophée Claude Larose Wertvollster Spieler                                | Julien Ellis-Plante          | Caron & Guay de Trois-Rivières |
| Trophée Éric Messier Bester Verteidiger                                   | Pierre-Olivier Beaulieu      | Caron & Guay de Trois-Rivières |
| Trophée Guy Lafleur Topscorer                                             | Kévin Cloutier               | COOL FM 103,5 de Saint-Georges |
| Trophée Maurice Richard Bester Torschütze                                 | Francis Charette             | Marquis de Saguenay            |
| Trophée Serge Léveillée Bester Trainer                                    | Carl Fleury                  | Caron & Guay de Trois-Rivières |
| Trophée Jonathan Delisle Beste Führungsqualitäten                         | Yannick Tremblay             | Wild de Windsor                |
| Trophée des médias Wertvollster Spieler der Playoffs                      | André Sandrzyk               | Isothermic de Thetford Mines   |
| Trophée du meilleur gardien de but Bester Torwart                         | Julien Ellis-Plante          | Caron & Guay de Trois-Rivières |
| Trophée de la recrue offensive Bester offensiver Rookie                   | Hugo Carpentier              | Marquis de Saguenay            |
| Trophée de la recrue défensive Bester defensiver Rookie                   | Gabriel Lemieux              | Isothermic de Thetford Mines   |
| Trophée du joueur le plus gentilhomme Vorbildliches Benehmen und Fairplay | Steve Brûlé                  | Marquis de Saguenay            |
| Trophée Gaston Gagné Einsatz für sein Franchise oder die Liga             | Christian Deschênes          | HC Carvena de Sorel-Tracy      |
| Coupe Futura Gewinner der LNAH-Playoffs                                   | Isothermic de Thetford Mines | Isothermic de Thetford Mines   |
| Coupe du Commissaire Bestes Team der regulären Saison                     | Marquis de Saguenay          | Marquis de Saguenay            |

All-Star-Team
| Angriff:      | Francis Charette – Steve Brûlé – Yannick Tremblay |
| Verteidigung: | Pierre-Olivier Beaulieu – Matthew Medley          |
| Tor:          | Julien Ellis-Plante                               |